# 公民行动党
公民行动党（西班牙語：Partido Acción Ciudadana，缩写为PAC）是哥斯达黎加的一个中间偏左政党。该党成立于2000年。在2002年大选中，该党表现突出，候选人Ottón Solís获得了26%的选票，成为哥斯达黎加史上第三大政党中得票数最高的。2006年议会选举，该党获得了57个席位中的17个。 2014年選舉，公民行动党獲得57个席位中的13个。